# Liste der Kulturdenkmale in Arlewatt
In der Liste der Kulturdenkmale in Arlewatt sind alle Kulturdenkmale der schleswig-holsteinischen Gemeinde Arlewatt (Kreis Nordfriesland) aufgelistet (Stand: 10. März 2025).

## Legende
In den Spalten befinden sich folgende Informationen:
- Objekt-ID: die Nummer des Kulturdenkmales
- Lage: die Adresse des Kulturdenkmales und die geographischen Koordinaten. Kartenansicht, um Koordinaten zu setzen. In der Kartenansicht sind Kulturdenkmale ohne Koordinaten mit einem roten Marker dargestellt und können in der Karte gesetzt werden. Kulturdenkmale ohne Bild sind mit einem blauen Marker gekennzeichnet, Kulturdenkmale mit Bild mit einem grünen Marker.
- Offizielle Bezeichnung: Bezeichnung des Kulturdenkmales
- Beschreibung: die Beschreibung des Kulturdenkmales
- Bild: ein Bild des Kulturdenkmales

## Bauliche Anlagen
| Objekt-ID    | Lage                                       | Offizielle Bezeichnung | Beschreibung | Bild |
| ------------ | ------------------------------------------ | ---------------------- | --- | ---- |
| 487 Wikidata | Arlewatthof 10 (54° 32′ 56″ N, 9° 4′ 8″ O) | Haubarg Arlewatthof    | Der Haubarg „Arlewatthof“ wurde 1735 erbaut und gilt als Wahrzeichen des Dorfes Arlewatt. Die in Eiderstedt weit verbreitete Hausform „Haubarg“ wird im nördlichen Teil des Kreises Nordfriesland allein durch den „Arlewatthof“ vertreten. Dieser Haubarg besteht aus einem Vierkant-Gerüst mit sechs Ständern, das den gesamten Dachstuhl trägt und in seiner Mitte, dem „Vierkant“, viel Platz für die Lagerung der Ernte, des „Heubergs“, bot. Alteintragung (Aktualisierung vorgesehen) - Begründung: Alteintragung (Aktualisierung vorgesehen) - Schutzumfang: Alteintragung (Aktualisierung vorgesehen) - Denkmaltyp: Bauliche Anlage | BW   |

## Quelle
- Liste der Kulturdenkmale in Schleswig-Holstein – Kreis Nordfriesland (PDF)

- Karte mit allen Koordinaten:
- OSM |
- WikiMap